# 7ª edizione dei Satellite Awards
La 7ª edizione dei Satellite Award si è tenuta il 12 gennaio 2003.

## Cinema

### Miglior film drammatico
- Lontano dal paradiso (Far from Heaven), regia di Todd Haynes
- Antwone Fisher, regia di Denzel Washington
- Era mio padre (Road to Perdition), regia di Sam Mendes
- The Hours, regia di Stephen Daldry
- The Quiet American, regia di Phillip Noyce
- Il Signore degli Anelli - Le due torri (The Lord of the Rings: The Two Towers), regia di Peter Jackson

### Miglior film commedia o musicale
- Il mio grosso grasso matrimonio greco (My Big Fat Greek Wedding), regia di Joel Zwick
- About a Boy - Un ragazzo (About a Boy), regia di Chris Weitz e Paul Weitz
- Igby Goes Down, regia di Burr Steers
- Il ladro di orchidee (Adaptation.), regia di Spike Jonze
- Ubriaco d'amore (Punch-Drunk Love), regia di Paul Thomas Anderson

### Miglior film straniero
- Parla con lei (Hable con ella), regia di Pedro Almodóvar • Spagna
- Bloody Sunday, regia di Paul Greengrass • Irlanda/Regno Unito
- Lucía y el sexo, regia di Julio Medem • Francia/Spagna
- Monsoon Wedding - Matrimonio indiano (Monsoon Wedding), regia di Mira Nair • India
- Rain, regia di Christine Jeffs • Nuova Zelanda
- Tutti amano Alice (Alla älskar Alice), regia di Richard Hobert • Svezia
- Tutto o niente (All or Nothing), regia di Mike Leigh • Regno Unito

### Miglior film d'animazione o a tecnica mista
- La città incantata (Sen to Chihiro no kamikakushi), regia di Hayao Miyazaki
- L'era glaciale (Ice Age), regia di Chris Wedge e Carlos Saldanha
- La famiglia della giungla (The Wild Thornberrys Movie), regia di Cathy Malkasian e Jeff McGrath
- Lilo & Stitch, regia di Dean DeBlois e Chris Sanders
- Spirit - Cavallo selvaggio (Spirit: Stallion of the Cimarron), regia di Kelly Asbury e Lorna Cook

### Miglior film documentario
- The Kid Stays in the Picture, regia di Nanette Burstein e Brett Morgen
- Biggie & Tupac, regia di Nick Broomfield
- Bowling a Columbine (Bowling for Columbine), regia di Michael Moore
- The Cockettes, regia di Bill Weber e David Weissman
- Dogtown and Z-Boys, regia di Stacy Peralta

### Miglior regista
- Todd Haynes – Lontano dal paradiso (Far from Heaven)
- Pedro Almodóvar – Parla con lei (Hable con ella)
- Stephen Daldry – The Hours
- Peter Jackson – Il Signore degli Anelli - Le due torri (The Lord of the Rings: The Two Towers)
- Phillip Noyce – The Quiet American
- Denzel Washington – Antwone Fisher

### Miglior attore in un film drammatico
- Michael Caine – The Quiet American - ex aequo
- Daniel Day-Lewis – Gangs of New York - ex aequo
- Tom Hanks – Era mio padre (Road To Perdition)
- Jack Nicholson – A proposito di Schmidt (About Schmidt)
- Edward Norton – La 25ª ora (25th Hour)
- Robin Williams – One Hour Photo

### Miglior attrice in un film drammatico
- Diane Lane – L'amore infedele - Unfaithful (Unfaithful)
- Salma Hayek – Frida
- Nicole Kidman – The Hours
- Julianne Moore – Lontano dal paradiso (Far from Heaven)
- Meryl Streep – The Hours
- Sigourney Weaver – The Guys

### Miglior attore in un film commedia o musicale
- Kieran Culkin – Igby Goes Down
- Nicolas Cage – Il ladro di orchidee (Adaptation.)
- Hugh Grant – About a Boy - Un ragazzo (About a Boy)
- Sam Rockwell – Confessioni di una mente pericolosa (Confessions Of A Dangerous Mind)
- Adam Sandler – Ubriaco d'amore (Punch-Drunk Love)
- Aaron Stanford – Tadpole - Un giovane seduttore a New York (Tadpole)

### Miglior attrice in un film commedia o musicale
- Jennifer Westfeldt – Kissing Jessica Stein
- Jennifer Aniston – The Good Girl
- Maggie Gyllenhaal – Secretary
- Catherine Keener – Lovely & Amazing
- Nia Vardalos – Il mio grosso grasso matrimonio greco (My Big Fat Greek Wedding)
- Renée Zellweger – Chicago

### Miglior attore non protagonista in un film drammatico
- Dennis Haysbert – Lontano dal paradiso (Far from Heaven)
- Jeremy Davies – Solaris
- Alfred Molina – Frida
- Viggo Mortensen – Il Signore degli Anelli - Le due torri (The Lord of the Rings: The Two Towers)
- Paul Newman – Era mio padre (Road to Perdition)
- Dennis Quaid – Lontano dal paradiso (Far from Heaven)

### Miglior attrice non protagonista in un film drammatico
- Edie Falco – La costa del sole (Sunshine State)
- Kathy Bates – A proposito di Schmidt (About Schmidt)
- Julianne Moore – The Hours
- Miranda Richardson – Spider
- Do Thi Hai Yen – The Quiet American
- Renée Zellweger – White Oleander

### Miglior attore non protagonista in un film commedia o musicale
- Michael Constantine – Il mio grosso grasso matrimonio greco (My Big Fat Greek Wedding)
- Chris Cooper – Il ladro di orchidee (Adaptation.)
- Jake Gyllenhaal – The Good Girl
- Philip Seymour Hoffman – Ubriaco d'amore (Punch-Drunk Love)
- Nicky Katt – Full Frontal
- John C. Reilly – The Good Girl

### Miglior attrice non protagonista in un film commedia o musicale
- Tovah Feldshuh – Kissing Jessica Stein
- Toni Collette – About a Boy - Un ragazzo (About a Boy)
- Lainie Kazan – Il mio grosso grasso matrimonio greco (My Big Fat Greek Wedding)
- Emily Mortimer – Lovely & Amazing
- Bebe Neuwirth – Tadpole - Un giovane seduttore a New York (Tadpole)
- Meryl Streep – Il ladro di orchidee (Adaptation.)

### Miglior sceneggiatura originale
- Pedro Almodóvar – Parla con lei (Hable con ella)
- Todd Haynes – Lontano dal paradiso (Far from Heaven)
- Nicole Holofcener – Lovely & Amazing
- Mike Leigh – Tutto o niente (All or Nothing)
- Burr Steers – Igby Goes Down
- Mike White – The Good Girl

### Miglior sceneggiatura non originale
- Charlie e Donald Kaufman – Il ladro di orchidee (Adaptation.)
- Philippa Boyens, Peter Jackson, Stephen Sinclair e Fran Walsh – Il Signore degli Anelli - Le due torri (The Lord of the Rings: The Two Towers)
- Bill Condon – Chicago
- Ronald Harwood – Il pianista (The Pianist)
- Nia Vardalos – Il mio grosso grasso matrimonio greco (My Big Fat Greek Wedding)

### Miglior montaggio
- Thelma Schoonmaker – Gangs of New York
- Dody Dorn – Insomnia
- Jeffrey Ford – One Hour Photo
- Michael Horton – Il Signore degli Anelli - Le due torri (The Lord of the Rings: The Two Towers)
- Eric Zumbrunnen – Il ladro di orchidee (Adaptation.)

### Miglior fotografia
- Conrad L. Hall – Era mio padre (Road to Perdition)
- Michael Ballhaus – Gangs of New York
- Janusz Kamiński – Minority Report
- Edward Lachman – Lontano dal paradiso (Far from Heaven)
- Andrew Lesnie – Il Signore degli Anelli - Le due torri (The Lord of the Rings: The Two Towers)

### Miglior scenografia
- Dante Ferretti – Gangs of New York
- Luc Chalon e Oshin Yeghiazariantz – CQ
- Felipe Fernández del Paso e Hania Robledo – Frida
- Richard L. Johnson e Dennis Gassner – Era mio padre (Road to Perdition)
- Sarah Knowles – Prova a prendermi (Catch Me If You Can)

### Migliori costumi
- Julie Weiss – Frida
- Deena Appel – Austin Powers in Goldmember
- Trisha Biggar – Star Wars: Episodio II - L'attacco dei cloni (Star Wars Episode II: Attack of the Clones)
- Sandy Powell – Gangs of New York
- Albert Wolsky – Era mio padre (Road to Perdition)

### Miglior colonna sonora
- Elliot Goldenthal – Frida
- Terence Blanchard – La 25ª ora (25th Hour)
- Liz Gallacher – 24 Hour Party People
- Damon Gough – About a Boy - Un ragazzo (About a Boy)
- Craig Wedren – Roger Dodger

### Miglior canzone originale
- Something to Talk About (Badly Drawn Boy), musica e testo di Badly Drawn Boy – About a Boy - Un ragazzo (About a Boy)
- 8 Mile (Eminem), musica e testo di Marshall Bruce Mathers e Luis Resto – 8 Mile
- Die Another Day (Madonna), musica e testo di Madonna e Mirwais Ahmadzaï – La morte può attendere (Die Another Day)
- Girl On the Roof (David Mead), musica e testo di David Mead – Maial College (Van Wilder)
- Love Is a Crime (Anastacia), musica e testo di Greg Lawson, Denise Rich, Damon Sharpe e Rick Wake – Chicago
- Work It Out (Beyoncé), musica e testo di Beyoncé Knowles, Chad Hugo e Pharrell Williams – Austin Powers in Goldmember

### Miglior suono
- Larry Blake – Solaris
- Richard Hymns e Gary Rydstrom – Minority Report
- Richard King – Signs
- Hammond Peek, Christopher Boyes, Michael Semanick e Michael Hedges – Il Signore degli Anelli - Le due torri (The Lord of the Rings: The Two Towers)
- Philip Stockton – Gangs of New York

### Migliori effetti visivi
- Jim Rygiel, Joe Letteri, Randall William Cook, Alex Funke – Il Signore degli Anelli - Le due torri (The Lord of the Rings: The Two Towers)
- John Dykstra – Spider-Man
- Scott Farrar – Minority Report
- Michael J. McAlister – Era mio padre (Road to Perdition)
- R. Bruce Steinheimer, Michael Owens, Edward Hirsh, Jon Alexander – Gangs of New York

## Televisione

### Miglior serie drammatica
- CSI - Scena del crimine (CSI: Crime Scene Investigation)
- 24
- Alias
- Buffy l'ammazzavampiri (Buffy the Vampire Slayer)
- Senza traccia (Without a Trace)

### Miglior serie commedia o musicale
- The Bernie Mac Show
- Curb Your Enthusiasm
- Friends
- Una mamma per amica (Gilmore Girls)
- Scrubs - Medici ai primi ferri (Scrubs)

### Miglior miniserie
- Taken, regia di Breck Eisner, Félix Enríquez Alcalá, John Fawcett, Tobe Hooper, Jeremy Kagan, Michael Katleman, Sergio Mimica-Gezzan, Bryan Spicer, Jeff Woolnough e Thomas J. Wright
- The Forsyte Saga, regia di Christopher Menaul e David Moore
- Living with the Dead, regia di Stephen Gyllenhaal
- Master Spy: The Robert Hanssen Story, regia di Lawrence Schiller
- Shackleton, regia di Charles Sturridge

### Miglior film per la televisione
- Il venditore dell'anno (Door to Door), regia di Steven Schachter
- Guerra imminente (The Gathering Storm), regia di Richard Loncraine
- Keep the Faith, Baby, regia di Doug McHenry
- The Laramie Project, regia di Moisés Kaufman
- Path to War, regia di John Frankenheimer

### Miglior attore in una serie drammatica
- Kiefer Sutherland – 24
- Michael Chiklis – The Shield
- Peter Krause – Six Feet Under
- Chi McBride – Boston Public
- Martin Sheen – West Wing - Tutti gli uomini del Presidente (The West Wing)

### Miglior attrice in una serie drammatica
- CCH Pounder – The Shield
- Jennifer Garner – Alias
- Sarah Michelle Gellar – Buffy l'ammazzavampiri (Buffy the Vampire Slayer)
- Allison Janney – West Wing - Tutti gli uomini del Presidente (The West Wing)
- Maura Tierney – E.R. - Medici in prima linea (ER)

### Miglior attore in una serie commedia o musicale
- Bernie Mac – The Bernie Mac Show
- Matt LeBlanc – Friends
- Eric McCormack – Will & Grace
- John C. McGinley – Scrubs - Medici ai primi ferri (Scrubs)
- Damon Wayans – Tutto in famiglia (My Wife and Kids)

### Miglior attrice in una serie commedia o musicale
- Debra Messing – Will & Grace
- Jennifer Aniston – Friends
- Alexis Bledel – Una mamma per amica (Gilmore Girls)
- Lauren Graham – Una mamma per amica (Gilmore Girls)
- Bonnie Hunt – Una mamma quasi perfetta (Life with Bonnie)

### Miglior attore in una miniserie o film per la televisione
- William H. Macy – Il venditore dell'anno (Door to Door)
- Ted Danson – Living with the Dead
- Albert Finney – Guerra imminente (The Gathering Storm)
- Harry Lennix – Keep the Faith, Baby
- Patrick Stewart – King of Texas

### Miglior attrice in una miniserie o film per la televisione
- Vanessa Williams – Keep the Faith, Baby
- Kathy Bates – My Sister's Keeper
- Stockard Channing – The Matthew Shepard Story
- Marcia Gay Harden – King of Texas
- Vanessa Redgrave – Guerra imminente (The Gathering Storm)

### Miglior attore non protagonista in una serie drammatica
- Victor Garber – Alias
- Dennis Haysbert – 24
- Anthony Heald – Boston Public
- James Marsters – Buffy l'ammazzavampiri (Buffy the Vampire Slayer)
- Ron Rifkin – Alias

### Miglior attrice non protagonista in una serie drammatica
- Sarah Clarke – 24
- Emma Caulfield – Buffy l'ammazzavampiri (Buffy the Vampire Slayer)
- Loretta Devine – Boston Public
- Alyson Hannigan – Buffy l'ammazzavampiri (Buffy the Vampire Slayer)
- Lena Olin – Alias

### Miglior attore non protagonista in una serie commedia o musicale
- Eric Roberts – Perfetti... ma non troppo (Less Than Perfect)
- Sean Hayes – Will & Grace
- Peter MacNicol – Ally McBeal
- Chris Noth – Sex and the City
- David Hyde Pierce – Frasier

### Miglior attrice non protagonista in una serie commedia o musicale
- Doris Roberts – Tutti amano Raymond (Everybody Loves Raymond)
- Kelly Bishop – Una mamma per amica (Gilmore Girls)
- Christa Miller – Scrubs - Medici ai primi ferri (Scrubs)
- Megan Mullally – Will & Grace
- Cynthia Nixon – Sex and the City

### Miglior attore non protagonista in una miniserie o film per la televisione
- Linus Roache – Guerra imminente (The Gathering Storm)
- Jim Broadbent – Guerra imminente (The Gathering Storm)
- Jeremy Davies – The Laramie Project
- Terry Kinney – The Laramie Project
- Roy Scheider – King of Texas

### Miglior attrice non protagonista in una miniserie o film per la televisione
- Helen Mirren – Il venditore dell'anno (Door to Door)
- Queen Latifah – Living with the Dead
- Amy Madigan – Just a Dream
- Sissy Spacek – Last Call - Genio ribelle (Last Call)
- Frances Sternhagen – The Laramie Project

## Altri premi

### Miglior cast in un film
- Il Signore degli Anelli - Le due torri (The Lord of the Rings: The Two Towers) – Sean Astin, Cate Blanchett, Orlando Bloom, Billy Boyd, Brad Dourif, Bernard Hill, Christopher Lee, Ian McKellen, Dominic Monaghan, Viggo Mortensen, Miranda Otto, John Rhys-Davies, Andy Serkis, Liv Tyler, Hugo Weaving, Elijah Wood

### Miglior talento emergente
- Derek Luke – Antwone Fisher

### Mary Pickford Award
- Robert Evans

### Nicola Tesla Award
- George Lucas